# Operation Wolkensäule
Die israelische Militäroperation Wolkensäule (hebräisch עַמּוּד עָנָן ʿAmmūd ʿAnán) im November 2012 richtete sich gegen Einrichtungen und Mitglieder der Terrororganisation Hamas im Gazastreifen. Sie begann mit Luftangriffen der israelischen Luftstreitkräfte (IAF) am 14. und endete am Abend des 21. Novembers mit einem Waffenstillstand.
Der Name lehnt sich an die Torah an. In der biblischen Überlieferung zog Gott beim Auszug aus Ägypten in Form einer Wolkensäule vor den Israeliten her, um ihnen den Weg zu zeigen und sie zu schützen (Ex 13,21 ) und (Ex 14,19-20 ). Die Hamas nannte die Operation gegen Israel „Schiefersteine“ nach der Sure 105, Vers 4 des Koran. In den deutschen Medien wurde in Anlehnung an die offizielle englischsprachige Bezeichnung durch die israelische Regierung („Operation Pillar of Defense“) überwiegend der Ausdruck „Operation Säule der Verteidigung“ verwendet.
Die israelische Regierung begründete die Militäroffensive mit dem starken Anstieg des Raketenbeschusses in den vorausgegangenen Tagen, der für mehr als eine Million Menschen eine totale Einschränkung des täglichen Lebens bedeutete. Während der Operation erreichten erstmals Raketen aus Gaza auch die israelischen Großstädte Tel Aviv und Jerusalem.

## Ablauf

### Vorgeschichte
Seit der Operation Gegossenes Blei in den Jahren 2008/2009 feuerten die Hamas und andere palästinensische Gruppen, wie die Abu-Ali-Mustafa-Brigaden der PFLP, immer wieder Raketen in Richtung Israel ab. Im Jahr 2010 wurden allein im März 20 Raketen und Granaten auf Israel geschossen, worauf die israelische Armee mit Luftschlägen und kurzen Bodenoperationen antwortete. Insbesondere seit Dezember 2010 kam es zu verschiedenen Schusswechseln an der Sperranlage um den Gazastreifen entlang der Grünen Linie. Im gesamten Jahr 2010 kamen bei den Auseinandersetzungen 55 Palästinenser ums Leben, darunter laut UN 22 Zivilisten.

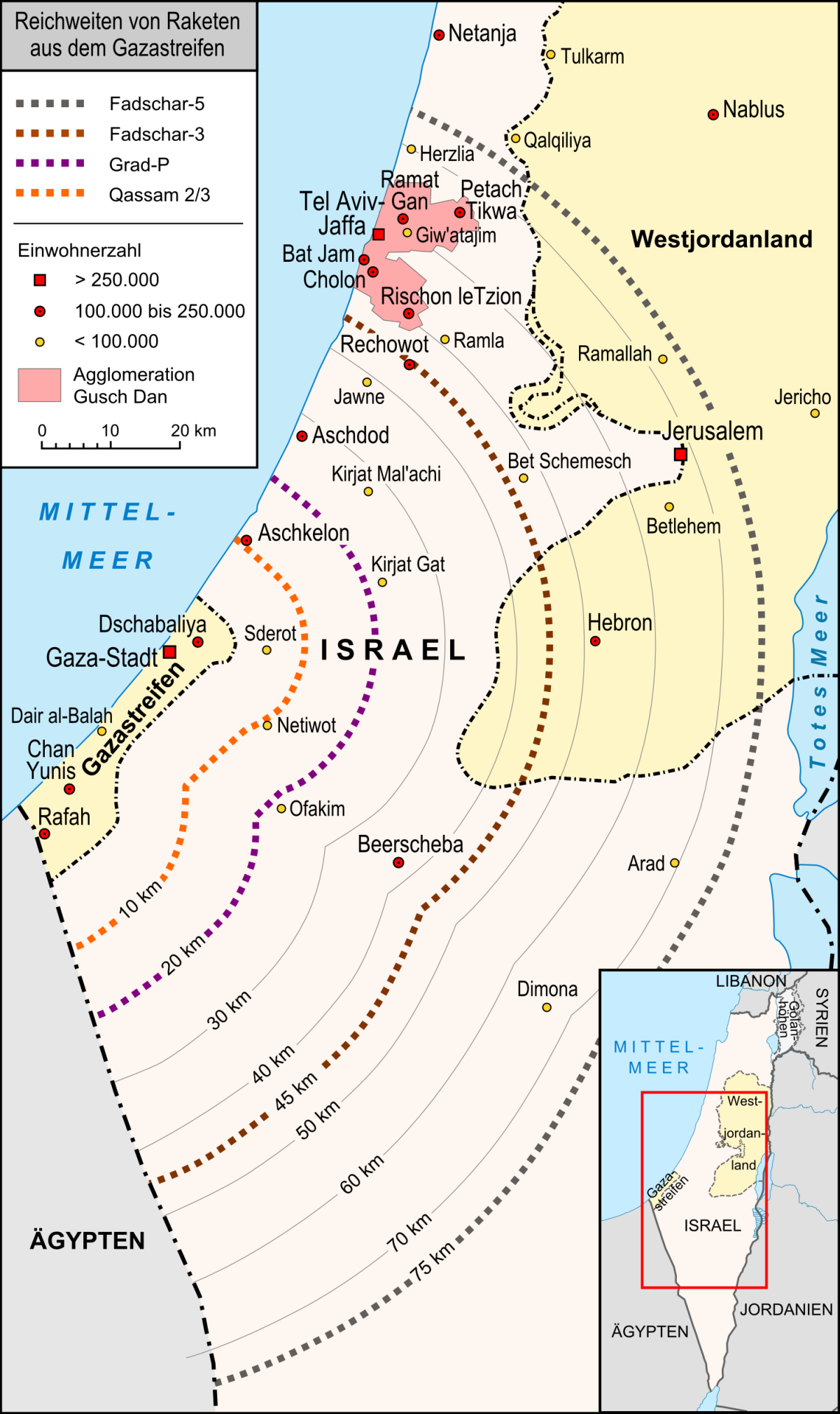
Reichweiten der Raketen

Die palästinensischen Raketenangriffe nahmen besonders in der zweiten Hälfte des Jahres 2012 verstärkt zu. Allein im Oktober wurden aus dem Gazastreifen israelischen Behörden zufolge 116 Raketen und 55 Granaten auf israelisches Gebiet abgefeuert. Am 4. November erschossen israelische Soldaten einen nach palästinensischen Angaben unbewaffneten und geistig behinderten Mann, als dieser sich der Sperranlage um den Gazastreifen genähert und auf Warnschüsse nicht reagiert hatte. Vier Tage später, am 8. November, eröffneten palästinensische Extremisten das Feuer auf eine israelische Routinepatrouille im Grenzgebiet. Daraufhin drangen israelische Panzerfahrzeuge und ein Helikopter in die Pufferzone zwischen Gazastreifen und Israel ein und erwiderten das Feuer. Bei dem Schusswechsel wurde nach palästinensischen Angaben ein 12-jähriger Junge von einer Kugel getroffen und getötet. Am selben Tag wurde an der Grenze ein israelischer Soldat durch eine Sprengstoffdetonation verletzt, zu der sich die Hamas bekannte.
Am 10. November wurden ein gepanzerter israelischer Jeep im Grenzgebiet gezielt mit einer Panzerabwehrrakete beschossen. Zwei Soldaten wurden schwer, einer leicht verletzt. Als Reaktion darauf beschoss Israel mehrere Ziele der Hamas im Gazastreifen, erst mit Panzern, dann mit Kampfflugzeugen, wodurch vier Personen getötet wurden. In der gleichen Zeit feuerte die Hamas etwa 30 Raketen auf den Süden Israels.

### 12.–18. November
Im Verlauf der folgenden Tage spitzte sich der Konflikt zu. Er war geprägt von mehreren hundert Raketenangriffen auf Ziele in Israel durch Hamas und Vergeltungsangriffen der israelischen Luftwaffe auf militärische Stellungen, Regierungsgebäude und eine Polizeistation in Gaza. In der ersten Woche der Kampfhandlungen wurden etwa 40 Palästinenser – darunter nach AP-Angaben 13 Zivilisten – und auf israelischer Seite drei Zivilisten getötet.
Um die Anzahl der zivilen Opfer zu beschränken, feuerte das israelische Militär zunächst eine Rakete ohne Sprengkopf auf ein Zielgebiet, um die Bevölkerung zu warnen und anschließend erst eine Rakete mit Sprengstoff.
In den folgenden Tagen wurden weitere Raketen nach Israel abgeschossen. Getroffen wurde Sderot. Mehrere Menschen in Israel wurden leicht verletzt, Häuser beschädigt.
Am 14. November 2012 beschoss die israelische Luftwaffe gezielt das Auto des Hamas-Führers Ahmed al-Dschabari, der dadurch getötet wurde.
Israel beschloss die Einberufung von bis zu 30.000 Reservisten.

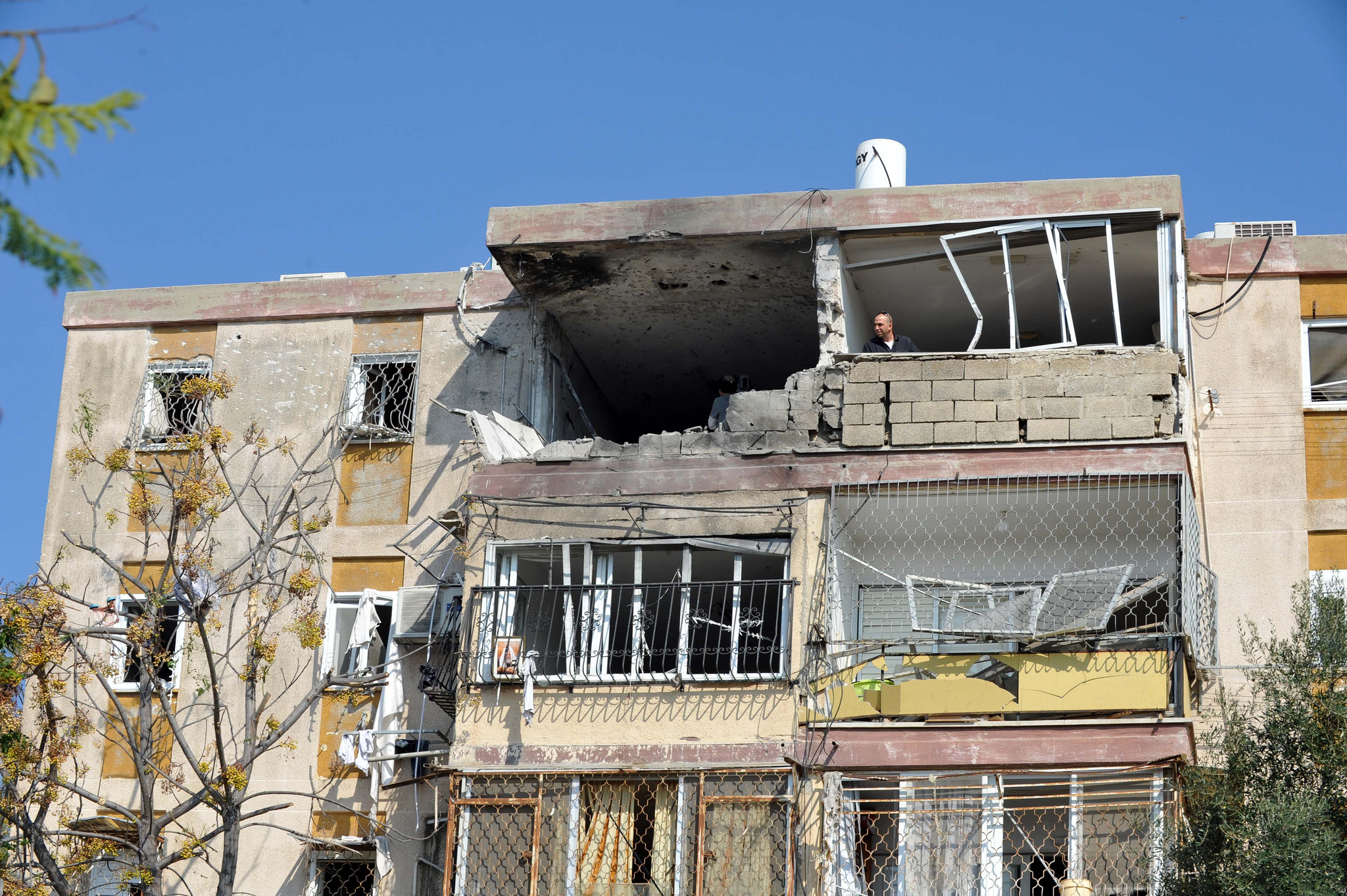
Wohnhaus in Kirjat Mal’achi nach dem Raketeneinschlag

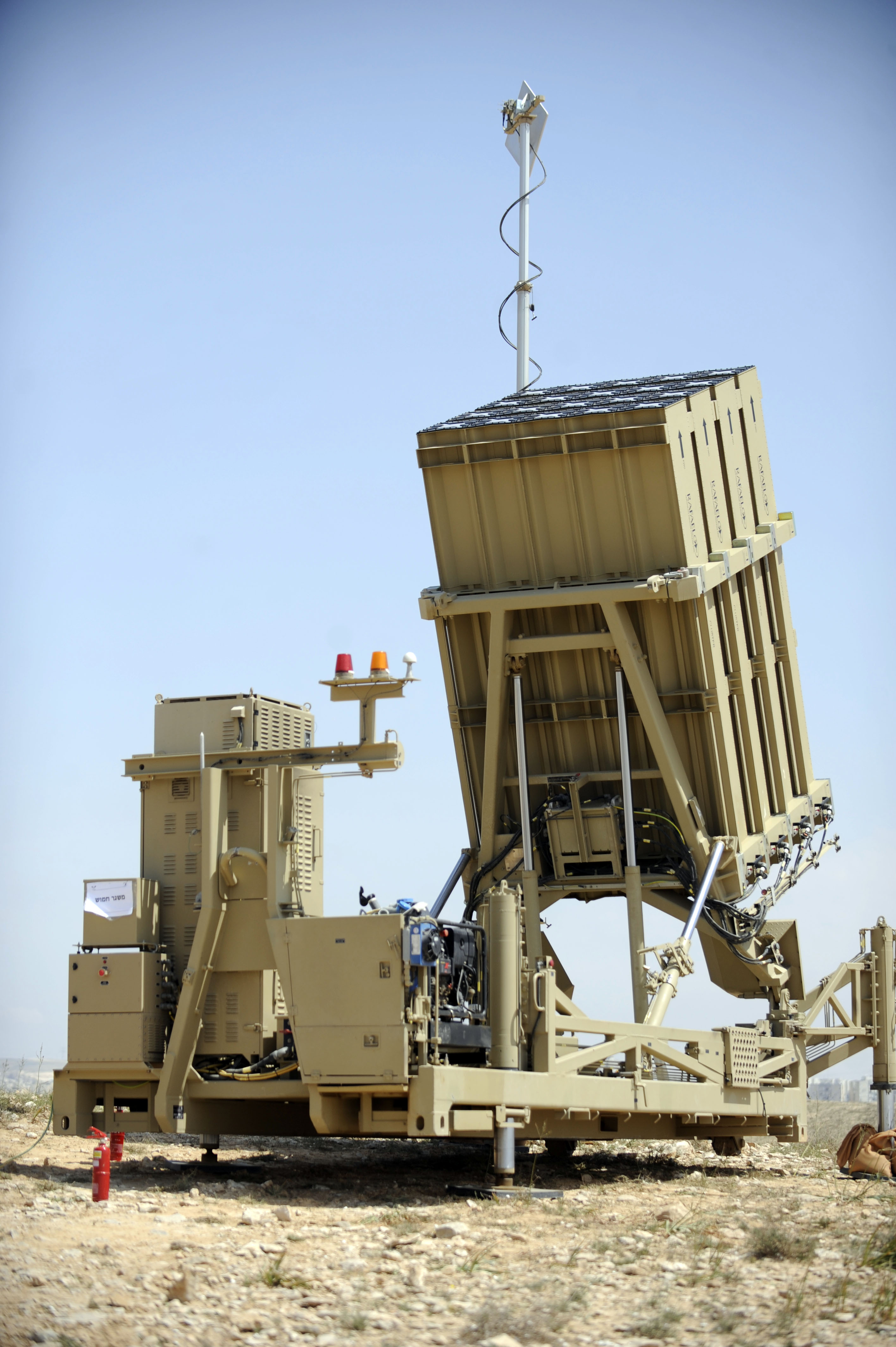
Das israelische Raketenabwehrsystem Iron Dome

Am 15. November schlug eine Rakete aus dem Gazastreifen in ein Wohnhaus in Qirjat Malʾachi ein, tötete einen Mann und zwei Frauen und verletzte fünf weitere Zivilisten schwer. Am Abend schlugen Raketen in der Nähe von Tel Aviv ein. Zum ersten Mal seit dem Zweiten Golfkrieg wurde in Tel Aviv Luftalarm ausgelöst. Bis 00:45 Uhr des nächsten Tages gelang es durch das israelische Raketenabwehrsystem Iron Dome 130 Raketen aus dem Gazastreifen abzuwehren.
Am Morgen des 16. November kam der ägyptische Regierungschef Hescham Kandil zu einem Besuch in den Gazastreifen, der dabei der Hamas ausdrücklich seine Unterstützung zusagte. Das israelische Militär wollte für die Zeit des Besuchs eine Feuerpause gewähren, wenn die Hamas einen weiteren Raketenbeschuss auf Israel unterlassen würde. Die Hamas setzte den Beschuss jedoch fort, als Antwort darauf setzte Israel ebenfalls die Luftangriffe fort.
Gegen Mittag gab es sowohl in Tel Aviv als auch erstmals in Jerusalem Luftalarm, eine Rakete verfehlte ihr Ziel und explodierte im Meer.
Des Weiteren bereitete Israel eine mögliche Bodenoffensive vor, dazu wurden zahlreiche Busse mit Soldaten an den Gazastreifen und Panzer mit Schwertransportern von Haifa zum Gazastreifen gebracht.
In der Nacht vom 16. zum 17. November flogen die israelischen Luftstreitkräfte rund 180 Angriffe, bei denen auch das Regierungsgebäude der Hamas getroffen wurde. Von Seiten der Hamas wurde angegeben, dass bei den israelischen Angriffen bisher 41 Palästinenser getötet worden seien. Auch die Polizeizentrale der Hamas, das Hauptquartier der Inneren Sicherheit sowie das Haus eines Vertreters des Innenministeriums wurden bombardiert.
Nach palästinensischen Angaben wurde auch Hamas-Kommandeur Ahmed Abu Dschalal zusammen mit zwei seiner Brüder und einem Nachbarn in dem Flüchtlingslager Al-Mughazi östlich von Dair al-Balah von einer israelischen Rakete getötet.
Am Samstag, dem 17. November feuerte die Hamas erneut 133 Raketen auf Israel ab, 82 dieser Raketen wurden durch Iron Dome abgefangen. Vor der Großstadt Tel Aviv-Jaffa wurde nach Angaben des israelischen Militärs erstmals auch eine Einheit mit dem Raketenabwehrsystem Iron Dome aufgestellt. Die Indienststellung dieser Einheit war erst für Januar 2013 geplant. Insgesamt vier Iron Dome-Waffensysteme waren rund um den Gazastreifen stationiert und hatten bis zu diesem Zeitpunkt 211 Raketen in der Luft zerstört. Auch Tel Aviv wurde erneut aus dem Gazastreifen mit einer Rakete angegriffen, diese konnte von Iron Dome abgefangen werden. Der tunesische Außenminister Rafik Abdesslem kam zu einem demonstrativen Besuch nach Gaza-Stadt.
Durch einen israelischen Luftangriff am 18. November wurden nach Angaben des Gesundheitsministeriums der Hamas-Regierung elf Mitglieder einer Familie getötet und etwa dreißig weitere Personen verletzt. Israelischen Medien zufolge galt der Angriff einem in den Abschuss von Raketen involvierten Hamas-Kommandeur, der unter den Getöteten sei. Al-Dschasira zufolge hat der Hamas-Kommandeur in dem zerstörten Haus gelebt, anderen Berichten zufolge im Haus daneben. Das israelische Verteidigungsministerium will den Angriff untersuchen.

### 19.–22. November 2012
Am 19. November 2012 erklärte Israels Ministerpräsident Benjamin Netanjahu sich bereit, im Falle weiterer Raketen auf Israel durch die Hamas die Operation in Gaza auszuweiten. Das israelische Kabinett hatte dafür die Einberufung von bis zu 75.000 Reservisten genehmigt. Weiter forderte Netanjahu als Voraussetzung des Endes der IDF-Aktivitäten das Ende des Raketenbeschusses aus Gaza. Noch am gleichen Tag feuerte die Hamas 135 Geschosse auf Israel, 42 davon konnte Iron Dome abfangen. Am 20. November 2012 verlegten die USA drei Kriegsschiffe in das östliche Mittelmeer, um gegebenenfalls ihre Staatsbürger aus der Krisenregion evakuieren zu können. Der Rolle des mit Hilfe der USA finanzierten und entwickelten Raketenabwehrsystems Iron Dome wurde wachsende Bedeutung zugesprochen; die meisten Raketen, die aus dem Gazastreifen in Richtung bewohntes israelisches Territorium abgefeuert wurden, wurden auch abgefangen. US-amerikanische Sicherheitsexperten vermuteten, dass es dem Iron Dome zu verdanken sei, dass Israel nicht mit einer Bodenoffensive in den Gazastreifen eingedrungen sei.
Am Abend des 20. November zeichnete sich ab, dass gegebenenfalls eine Waffenruhe ab Mitternacht gelten würde. Die Waffenruhe sollte das Ergebnis von Verhandlungen in Kairo sein, die der ägyptische Präsident Mohammed Mursi vermittelt und an denen die US-amerikanische Außenministerin Hillary Clinton und der deutsche Außenminister Guido Westerwelle teilgenommen hatten.
Die Internationale Juristenkommission forderte von den Palästinensern die Einstellung der Raketenangriffe. Zugleich kritisierten die Juristen das israelische Vorgehen als unverhältnismäßig hart und forderten Israel auf, die Militäraktionen zu unterlassen.
Am 21. November explodierte in Tel Aviv eine Bombe in einem Linienbus. Bei der Explosion wurden zahlreiche Menschen verletzt. Die Hamas bekannte sich nicht direkt zu dem Anschlag, begrüßte diesen jedoch. Es war der erste Terroranschlag in Tel Aviv seit 2006. Es wurde erwartet, dass durch diesen Anschlag die erhoffte Waffenruhe vom Vortag in die Ferne rücken würde.
Am Nachmittag des 21. November einigten sich Israel und die Hamas dann doch auf eine Waffenruhe. Israel betonte, dass es der Waffenruhe eine Chance geben wolle, behalte sich aber eine Bodenoffensive vor. US-Präsident Obama lobte die Entscheidung Israels und sicherte gleichzeitig weitere Unterstützung bei dem Ausbau von Iron Dome zu.
In der Nacht zum 22. November hielt die Waffenruhe, jedoch feuerte die Hamas noch etwa ein Dutzend Raketen bis zu einer Stunde nach Eintreten der Feuerpause ab.

## Auswirkungen
Am 26. November 2012 erließ das palästinensische Ministerium für religiöse Angelegenheiten eine Fatwa, die den Verstoß gegen die Friedensvereinbarung mit Israel unter Strafe stellt.
Genau drei Monate hielt dieser Friede. Am 26. Februar 2013 wurde die erste Gradrakete nach der Operation Wolkensäule aus dem Gazastreifen nach Israel in die Gegend von Ashkelon abgefeuert.

## Kriegführung und Darstellung im Internet

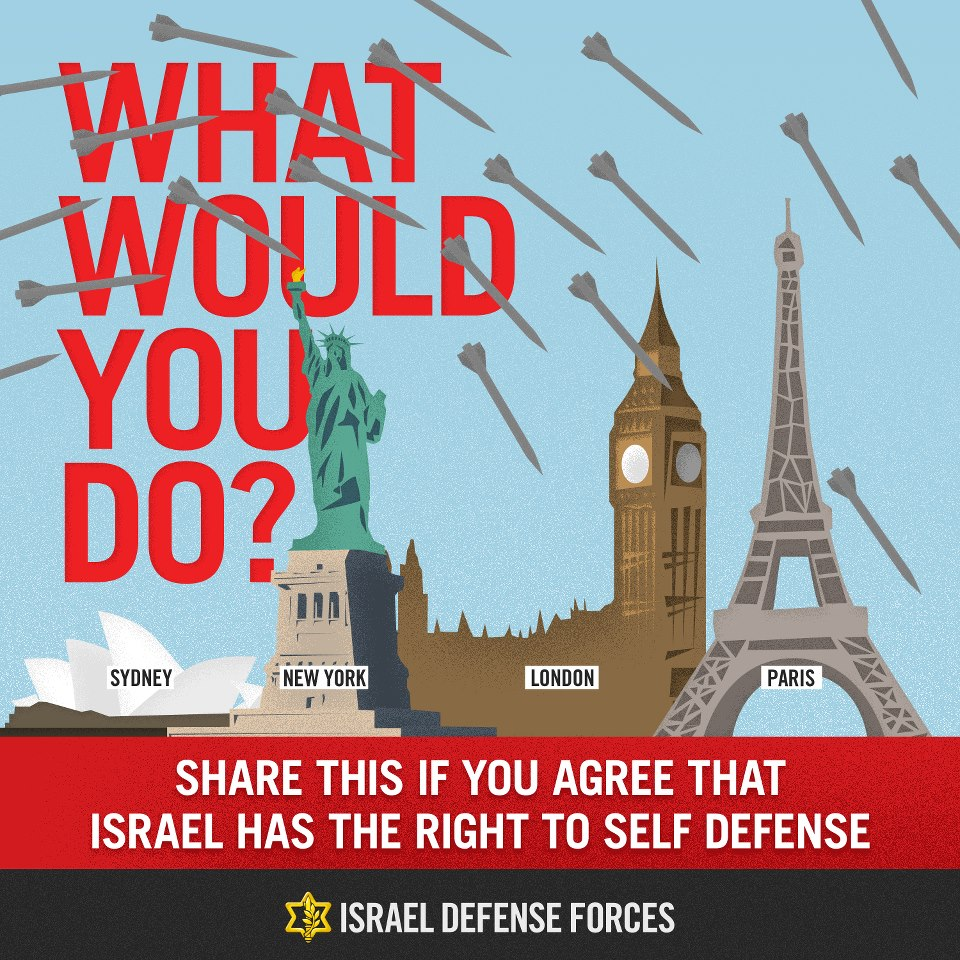
„What Would You Do“ Plakat und Grafik der IDF, auf Flickr freigegeben

Hamas und die IDF benutzten beide Twitter zur Darstellung der jeweiligen Positionen.
Die IDF verwendete während der Operation Twitter und einen Liveblog. Der Twitteraccount der IDF gewann in weniger als einem Tag 50.000 Follower hinzu. Von Seiten der Hamas wurde Twitter benutzt, um Raketen und Mörserattacken zu verkünden und Meldungen über israelische Gefallene zu verbreiten. Foreign Policy sprach von einem Meilenstein der Militärkommunikation.
Aufgrund des Vorschlags eines Teenagers wurde in Israel eine Mobile App entwickelt, die bei drohenden Einschlägen in der Nähe des Nutzers Alarm gab und den nächsten Schutzraum mitteilte.
Ein Drohvideo der Hamas mit Aussagen wie „Warte auf uns beim nächsten Bushalt“ fand aufgrund von technischen Unzulänglichkeiten und dem gebrochenen Hebräisch Anwendung als Realsatire in Israel.
Die Hamas versandte eine Reihe von Spammails mit angeblichen IDF-Adressen und wies Bilder von verstümmelten oder getöteten Kindern aus dem syrischen Bürgerkrieg als Opfer der IDF aus.